# Rogiera amoena
Rogiera amoena är en måreväxtart som beskrevs av Jules Émile Planchon. Rogiera amoena ingår i släktet Rogiera och familjen måreväxter. Inga underarter finns listade i Catalogue of Life.